# Lambic

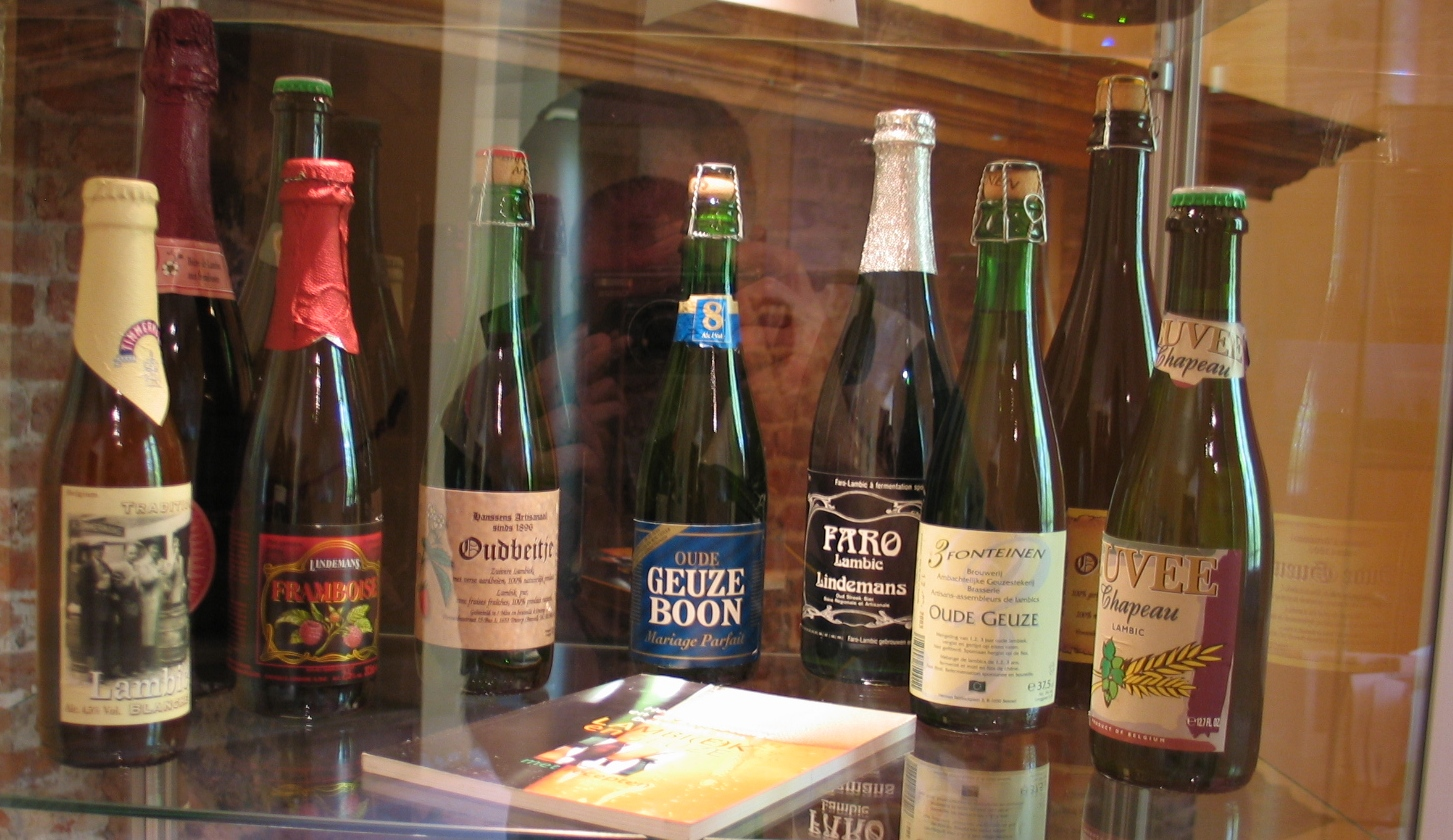
Belgijskie piwa fermentacji spontanicznej

Lambic, Lambiek – belgijski rodzaj piwa fermentacji spontanicznej produkowanego ze słodu jęczmiennego z dodatkiem pszenicy.
Metoda fermentacji piwa lambic za pomocą szczepów dzikich drożdży jest najstarszą znaną metodą produkcji piwa.

## Charakterystyka
Lambic jest piwem regionalnym produkowanym w rejonie Payottenland położonym na zachód od Brukseli. Za najlepsze miejsce do jego fermentacji uznawana jest dolina rzeki Zenne, gdzie wg. producentów tego piwa, występują dzikie drożdże szczepu Brettanomyces bruxellensis. Wytwarzany jest ze słodu jęczmiennego z dodatkiem pszenicy niesłodowanej. Przy czym ten drugi składnik stanowi ok. 30% zboża w zasypie. Jako przyprawy stosowany jest stary i wysuszony chmiel.
Piwo powstaje poprzez wystawienie w zimie gorącej brzeczki na otwarte powietrze, w celu przeprowadzenia tzw. fermentacji spontanicznej polegającej na kontakcie płynu z dzikimi drożdżami Dekkera i innymi mikroorganizmami unoszącymi się w powietrzu. Lambic może dojrzewać do pięciu lat w zbiornikach i beczkach leżakowych, które wcześniej służyły do przechowywania wina.
Jest on podstawą do produkcji różnych gatunków belgijskich piw fermentacji spontanicznej.

## Odmiany piwa lambic

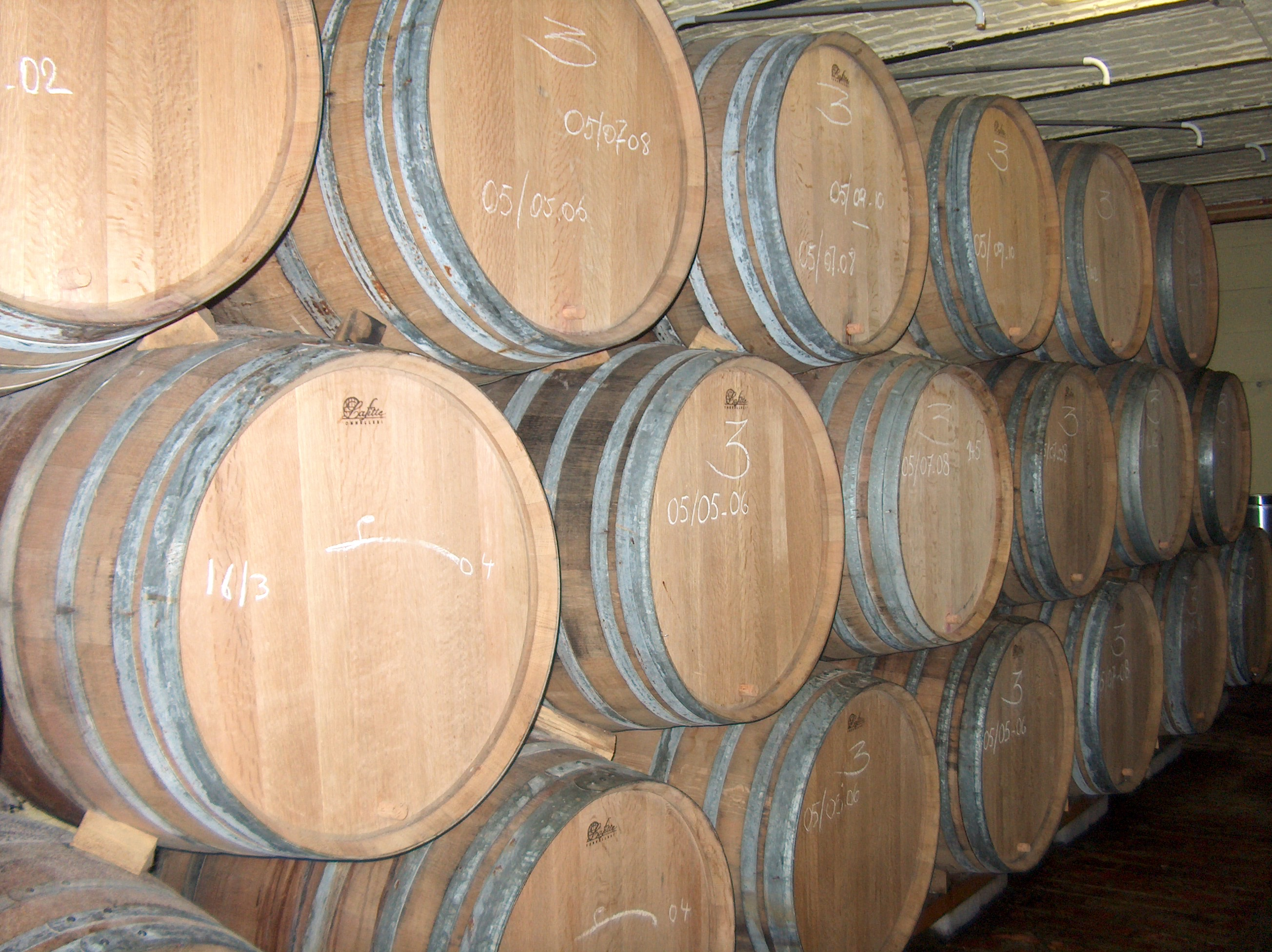
Beczki z piwem lambic

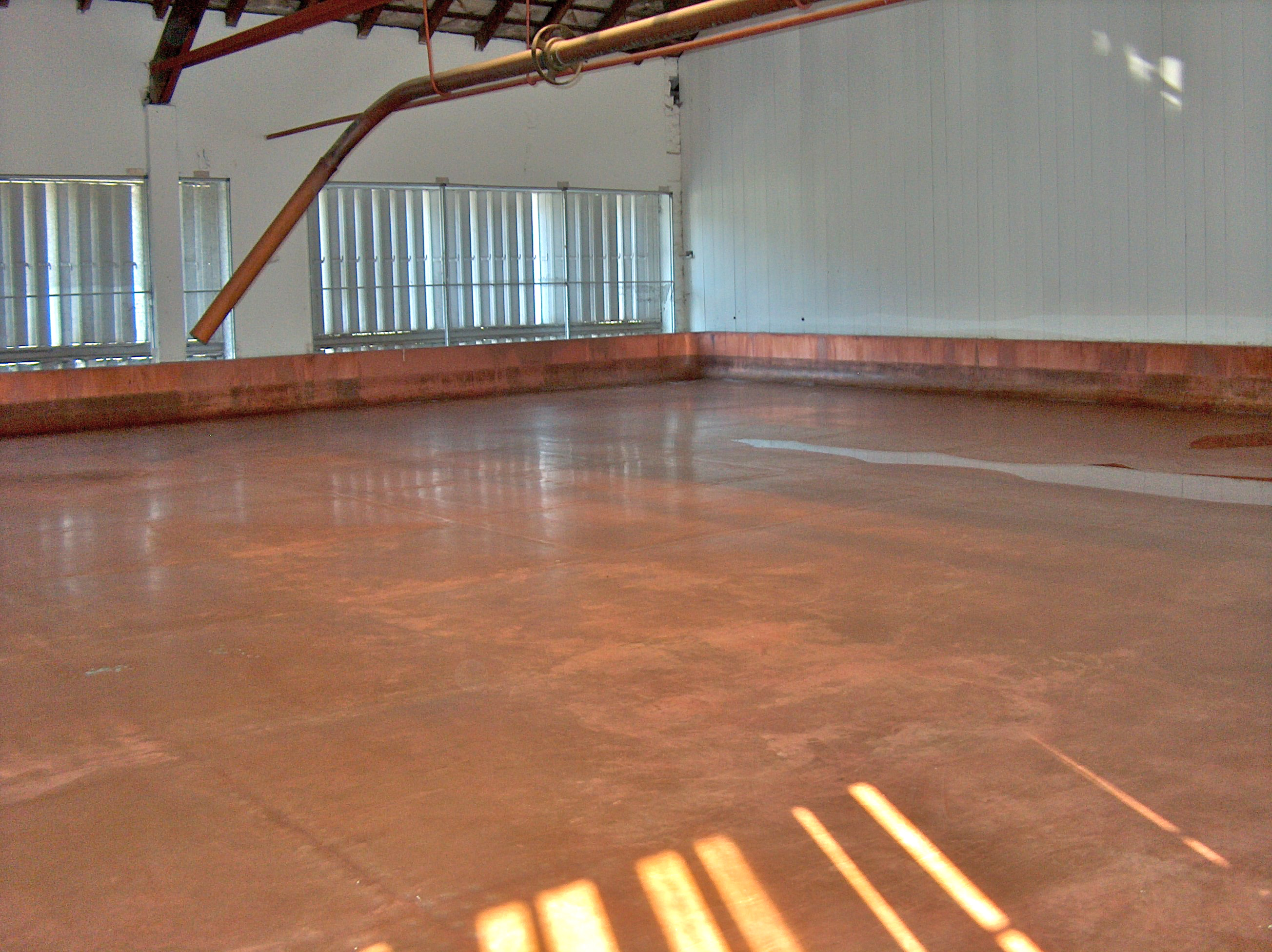
Fermentownia piwa lambic

- Faro
- Gueuze
- Lambic
  - Lambic jeune
  - Lambic vieux
- Lambics fruités[3]
  - Aardbei/Fraise
  - Cassis
  - Druif/Raisin
  - Framboise
  - Kriek
  - Pêche
  - Pomme
- Mars